# Hua Wilfried Koffi
Hua Wilfried Serge Koffi (* 12. Oktober 1987) ist ein ivorischer Sprinter.

## Sportliche Laufbahn
Erste internationale Erfahrungen sammelte Hua Wilfried Koffi bei den Spielen der Frankophonie 2009 in Beirut, bei denen er im 100-Meter-Lauf mit 10,52 s im Halbfinale ausschied und über 200 Meter in 21,31 s den siebten Platz belegte. Zudem wurde er mit der ivorischen 4-mal-100-Meter-Staffel in 39,91 s Vierter. Im Jahr darauf schied er bei den Afrikameisterschaften in Nairobi im 200-Meter-Lauf mit 21,52 s in der Vorrunde aus und gelangte über 100 Meter bis in das Halbfinale, in dem er mit 10,60 s ausschied. Zudem belegte er mit der Staffel in 40,77 s den sechsten Platz. 2011 nahm er erstmals an der Sommer-Universiade in Shenzhen teil, belegte über 200 Meter in 21,02 s den siebten Platz und schied über 100 Meter mit 10,50 s im Halbfinale aus. Anschließend gelangte er bei den Afrikaspielen in Maputo in beiden Bewerben bis in das Halbfinale, in dem er mit 10,38 s bzw. 31,52 s ausschied. 2012 gewann er bei den Afrikameisterschaften in Porto-Novo in 10,37 s die Bronzemedaille über 100 Meter hinter dem Südafrikaner Simon Magakwe und Amr Ibrahim Mostafa Seoud aus Ägypten. Zudem erreichte er mit der ivorischen Stafette in 40,10 s Rang vier.
2013 gewann er bei den Studentenweltspielen in Kasan in 10,21 s ebenfalls die Bronzemedaille und musste sich dabei dem Südafrikaner Anaso Jobodwana und  Ryōta Yamagata aus Japan geschlagen geben. Über 200 Meter erreichte er das Finale und klassierte sich dort in 20,73 s auf dem sechsten Platz. Mit seinen Leistungen qualifizierte er sich in beiden Bewerben für die Weltmeisterschaften in Moskau, schied dort über 100 Meter mit 10,40 s im Vorlauf aus und ging über 200 Meter nicht mehr an den Start. Daraufhin schied er bei den Spielen der Frankophonie in Nizza mit 10,89 s in der ersten Runde aus. Im Jahr darauf gelang ihm bei den Afrikameisterschaften in Marrakesch ein Doppelsieg über 100 und 200 Meter. Über 100 Meter stellte er in 10,05 s zudem einen neuen Landesrekord auf und auch über 200 Meter war in 20,25 s kein Ivorer vor ihm je schneller. Beim Leichtathletik-Continentalcup, der ebenfalls in Marrakesch stattfand, kam er über beide Distanzen in 10,22 s bzw. 20,62 s jeweils auf den siebten Platz.
2015 siegte er bei der Sommer-Universiade in Gwangju in 20,41 s im 200-Meter-Lauf. Er qualifizierte sich in beiden Bewerben erneut für die Weltmeisterschaften in Peking, bei denen er über 100 Meter in 10,29 s und über 200 Meter in 20,39 s je in der ersten Runde ausschied. Anschließend siegte er bei den Afrikaspielen in Brazzaville in 20,42 s über 200 Meter und musste sich über 100 Meter in 10,23 s seinem Landsmann Ben Youssef Meïté sowie dem Nigerianer Ogho-Oghene Egwero geschlagen geben. Auch mit der ivorischen Stafette konnte er in 38,93 s die Goldmedaille gewinnen. 2016 nahm er im 60-Meter-Lauf an den Hallenweltmeisterschaften in Portland teil und schied dort mit 6,63 s im Halbfinale aus. Bei den Afrikameisterschaften in Durban gewann er mit der Staffel in 38,98 s die Silbermedaille hinter Südafrika und belegte über 200 Meter in 20,92 s den sechsten Platz. In beiden Einzelbewerben konnte er sich zudem erstmals für die Olympischen Spiele in Rio de Janeiro qualifizieren. Sowohl über 100 Meter in 10,37 s, als auch über 200 Meter mit 20,48 s schied er jeweils im Vorlauf aus.
2017 siegte er bei den Spielen der Frankophonie im heimischen Abidjan in 20,73 s und 39,39 s über 200 Meter und mit der Staffel und qualifizierte sich damit über 200 Meter für die Weltmeisterschaften in London, bei denen er mit 20,80 s im Halbfinale ausschied. Im Jahr darauf gewann er bei den Afrikameisterschaften in Asaba in 38,92 s die Bronzemedaille mit der Staffel hinter Südafrika und Nigeria.

## Außersportlicher Werdegang und Privates
Koffi absolvierte ein Studium an der Shanghai-Universität, wo er seine spätere Frau kennenlernte, die aus Fulda stammt. Er arbeitet als Investmentmanager in Luxemburg und wohnt mit seiner Frau in Trier. Um sich körperlich fit zu halten, spielt er Fußball bei Kreisliga-Mannschaften.

## Persönliche Bestzeiten
- 100 Meter: 10,01 s (+1,1 m/s), 9. April 2016 in Tempe
- 60 Meter (Halle): 6,60 s, 17. Februar 2017 in Flagstaff
- 200 Meter: 20,25 s (−0,8 m/s), 14. August 2014 in Marrakesch (Ivorischer Rekord)
  - 200 Meter (Halle): 20,99 s, 9. März 2014 in Nanjing (Ivorischer Rekord)